# Leo Menardi
Leo Menardi (né à Turin le 20 novembre 1903 et mort à Rome le 11 décembre 1954) est un scénariste, producteur et réalisateur italien . Il a également travaillé comme monteur et assistant réalisateur sur La canzone dell'amore (1930), le premier film sonore italien. En 1942, il a écrit et réalisé Luisa Sanfelice, .

## Biographie
Leo Menardi est né à Turin en 1903. Il est diplômé en économie, mais commence à travailler dès 1926 dans divers rôles pour les films muets. En 1930, il participe à la création du premier film sonore italien, La canzone dell'amore, en tant que monteur et assistant réalisateur. Dans les années suivantes, il travaille sur des scénarios puis entre 1935 et 1942, comme directeur de production et organisateur. En 1942, il fait ses débuts avec Luisa Sanfelice sur la chaise du réalisateur, suivi de trois autres films l'année suivante. Après la Seconde Guerre mondiale, il exerce seulement deux fois un travail de directeur de production avant qu'il meure Rome en 1954 à l'âge de 51 ans.

## Filmographie partielle

### Réalisateur
- 1930 : La canzone dell'amore
- 1931 : La Lanterne du diable (La lanterna del diavolo de Carlo Campogalliani
- 1942 : Luisa Sanfelice[3]
- 1943 : Il paese senza pace
- 1943 : La moglie in castigo
- 1943 : L'avventura di Annabella

### Scénariste
- 1931 : La Lanterne du diable (La lanterna del diavolo de Carlo Campogalliani
- 1932 : Una notte con te
- 1933 : Il caso Haller
- 1934 : Frutto acerbo
- 1942 : Luisa Sanfelice
- 1943 : L'avventura di Annabella
- 1943 : Il paese senza pace

### Producteur
- 1936 : La gondola delle chimere  d'Augusto Genina
- 1939 : Un'avventura di Salvator Rosa d'Alessandro Blasetti
- 1940 : Fortuna de Max Neufeld
- 1941 : La famiglia Brambilla in vacanza de Carl Boese
- 1941 : La Couronne de fer (La corona di ferro) d'Alessandro Blasetti
- 1951 : Quelles drôles de nuits  (Era lui, si, si) de Marino Girolami, Marcello Marchesi et Vittorio Metz